# Salah Tarif

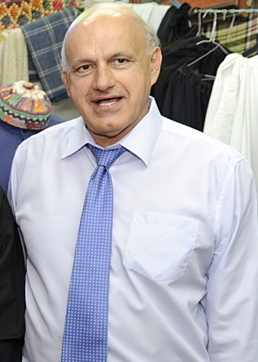
Salah Tarif

Salah Tarif (Arabisch: صالح طريف; Hebreeuws: סאלח טריף) (Julis (Noord (Israël), 9 februari 1954) is een Druzisch-Israëlisch politicus en militair en volgens sommigen de eerste Arabische minister van Israël. 
De meeste Israëlische Druzen beschouwen zichzelf echter niet als Arabieren.
Tijdens zijn langdurige militaire dienst was hij commandant van parachutisten- en tankeenheden in het Israëlische defensieleger. Hij klom op tot de rang van kapitein en behaalde een bachelor aan de Universiteit van Haifa. Hij begon zijn politieke loopbaan in de studentenbond van deze universiteit en bracht het tot vicevoorzitter. Hierna werd hij  burgemeester van zijn Druzische woonplaats Julis en later ook voorzitter van de Raad van Druzische en Circassische burgemeesters.
In 1992 werd hij lid van de Knesset voor de Arbeidspartij en diende als vicevoorzitter van de Knesset. Hij was lid van verschillende comités, waaronder het gevoelige Comité voor buitenlandse zaken en defensie. Vanaf 1995 tot 1996 was hij staatssecretaris van Binnenlandse Zaken.
In maart 2001 werd hij minister zonder portefeuille, maar wegens een onderzoek naar corruptie trad hij op 29 januari 2002 af voordat de Knesset hem daartoe dwong. De corruptie, waaraan hij uiteindelijk schuldig is bevonden, vond plaats tijdens het vervullen van zijn functie als Knesset-comitélid en niet als minister.
Alhoewel hij in 2003 niet werd verkozen in de 16e Knesset kwam hij ter vervanging van Amram Mitzna in november 2005 wel in de Knesset terecht. Tarif verloor zijn zetel bij de verkiezingen voor de 17e Knesset in 2006.